# ريتشارد جوين
ريتشارد جوين (1934 - 2020)، هو كاتب سيناريو ومؤرخ وصحفي كندي من أصل بريطاني.
ولد في 26 مايو 1934 في بوري سانت ادموندز في المملكة المتحدة. تلقى جوين تعليمه في كلية ستونيهورست، وهي مدرسة رومانية كاثوليكية مختلطة في لانكشر، إنجلترا. في سن العشرين، عام 1954 هاجر إلى كندا. بعد أربع سنوات من الهجرة إلى كندا، تزوج جوين من المؤرخة الكندية ساندرا جوين في عام 1958 واستمر زواجهما حتى وفاتها في 26 مايو 2000 بسبب سرطان الثدي. تزوج بعد ذلك من الكاتبة الكندية كارول بيشوب جوين. توفي بسبب مرض آلزهايمر في 15 أغسطس 2020.

## من مؤلفاته
- قومية بلا جدران . 1995.

## وصلات خارجية
- الموقع الرسمي
- ريتشارد جوين على موقع IMDb (الإنجليزية)